# ドーヴ・アチア
ドーヴ・アチア（Dove Attia、1957年6月8日 - ）は、フランスの作曲家、音楽プロデューサー、タレント。本名、ジュールズ・ダヴ・アティア（Jules Dove Attia、アラビア語：جول دوفعطية）。

## 来歴
チュニジアのチュニスで電気技師であるチュニジア人の父とフランス人の母との間に生まれた。15歳でギターを習い、作曲と歌、特にロックに取り組んだ。音楽の道を夢見て、同級生とスクールバンドを結成。バカロレア取得後、パリに移り住んだ。
1990年代初頭には作家、ジャーナリストとして活動。レオン・ジトロンと共同で20世紀の最も重要な出来事に関するドキュメンタリービデオ集を作成。1996年にはアルベール・コーエンとの共著で、カール・ルイスの伝記を出版した。フランスの民間テレビ局TF1の国際事業の総責任者を経て、エレクトロニクス製品を販売するテケレック・ヨーロッパの社長など、高い管理職を歴任した。
その後、ディディエ・ドゥレールの長編テレビ映画のシナリオをランバート・ヴァンサンと共に執筆した。
2000年にアルベール・コーエン、エリ・シュラキと共同で制作した『十戒』を始め、数多くのフレンチミュージカルに携わっている。2019年には宝塚歌劇団花組で、ジャコモ・カサノバの生涯を題材にしたオリジナルミュージカル『祝祭喜歌劇CASANOVA』の作曲を担当した。
また2003年からは、フランスのテレビ局M6の人気リアリティ番組「ヌーヴェル・スター」で審査員も務めた。

## 日本での上演
日本では宝塚歌劇団での上演が多い。2014年に星組にて『太陽王〜ル・ロワ・ソレイユ〜』が上演されたのを皮切りに、『1789 -バスティーユの恋人たち-』（2015年・月組）、『アーサー王伝説』（2016年・月組）、『ロックオペラ モーツァルト』（2019年・星組）、『祝祭喜歌劇CASANOVA』（2019年・花組）が上演された。
宝塚歌劇団以外でも『ロックオペラ モーツァルト』が2013年にネルケプランニング制作で上演されたほか、宝塚版と同じく小池修一郎が潤色・演出を担当し東宝にて『1789 -バスティーユの恋人たち-』が上演された。2023年にはホリプロにて『キングアーサー』の上演名でアーサー王伝説が上演された。2024年には東宝主催のミュージカル『ジョジョの奇妙な冒険 ファントムブラッド』にて音楽を担当する。

## 主要作品
- 十戒（2000年／原題：Les Dix Commandements）
- 風と共に去りぬ（2003年／原題：Autant en emporte le vent）
- Les Hors-la-loi（2005年、2007年）
- 太陽王〜ル・ロワ・ソレイユ〜（2005年／原題：Le Roi Soleil）
- Dothy et le Magicien d'Oz（2009年）
- ロックオペラ モーツァルト（2009～2011年／原題：Mozart, l'opéra rock）
- 1789 -バスティーユの恋人たち-（2012年／原題：1789, les amants de la Bastille）
- アーサー王伝説（2015年／原題：La Légende du roi Arthur）
- CASANOVA（2019年／原題：Casanova）